# Sopwith Pup
Sopwith Pup var ett engelsktillverkat jaktflygplan som användes operativt under första världskriget. Flygplanet är ett dukklätt biplan med stjärnmotor. Maskinen tillverkades i 1 800 exemplar och gjorde tjänst i bland annat vid British Royal Flying Corps.

## Liknande flygplan
- Sopwith Camel